# Linszidomin
A linszidomin (INN: linsidomine) értágító gyógyszer. A molszidomin nevű angina elleni szer metabolitja (lebontási terméke). Az endothel sejtekből enzim közreműködése nélkül nitrogén-monoxidot bocsát ki. A nátrium-kálium pumpára hatva a sejtfalakat hiperpolarizálja, ezáltal azok kevésbé lesznek érzékenyek az adrenerg ingerlésre.
1 mg-os linszidomin-injekció használható erekciót okoz a betegek 70, és teljes erekciót a betegek 50%-ánál, priapizmus nélkül (vagyis a merevedés csak szexuális ingerre következik be, nem spontán módon). 

## Készítmények
Hidroklorid formájában
- Corvasal

Magyarországon nincs forgalomban linszidomin-tartalmú készítmény.

## Fordítás
- Ez a szócikk részben vagy egészben  a   Linsidomine című angol Wikipédia-szócikk fordításán alapul.  Az eredeti cikk szerkesztőit annak laptörténete sorolja fel. Ez a jelzés csupán a megfogalmazás eredetét és a szerzői jogokat jelzi, nem szolgál a cikkben szereplő információk forrásmegjelöléseként.